# Epidii

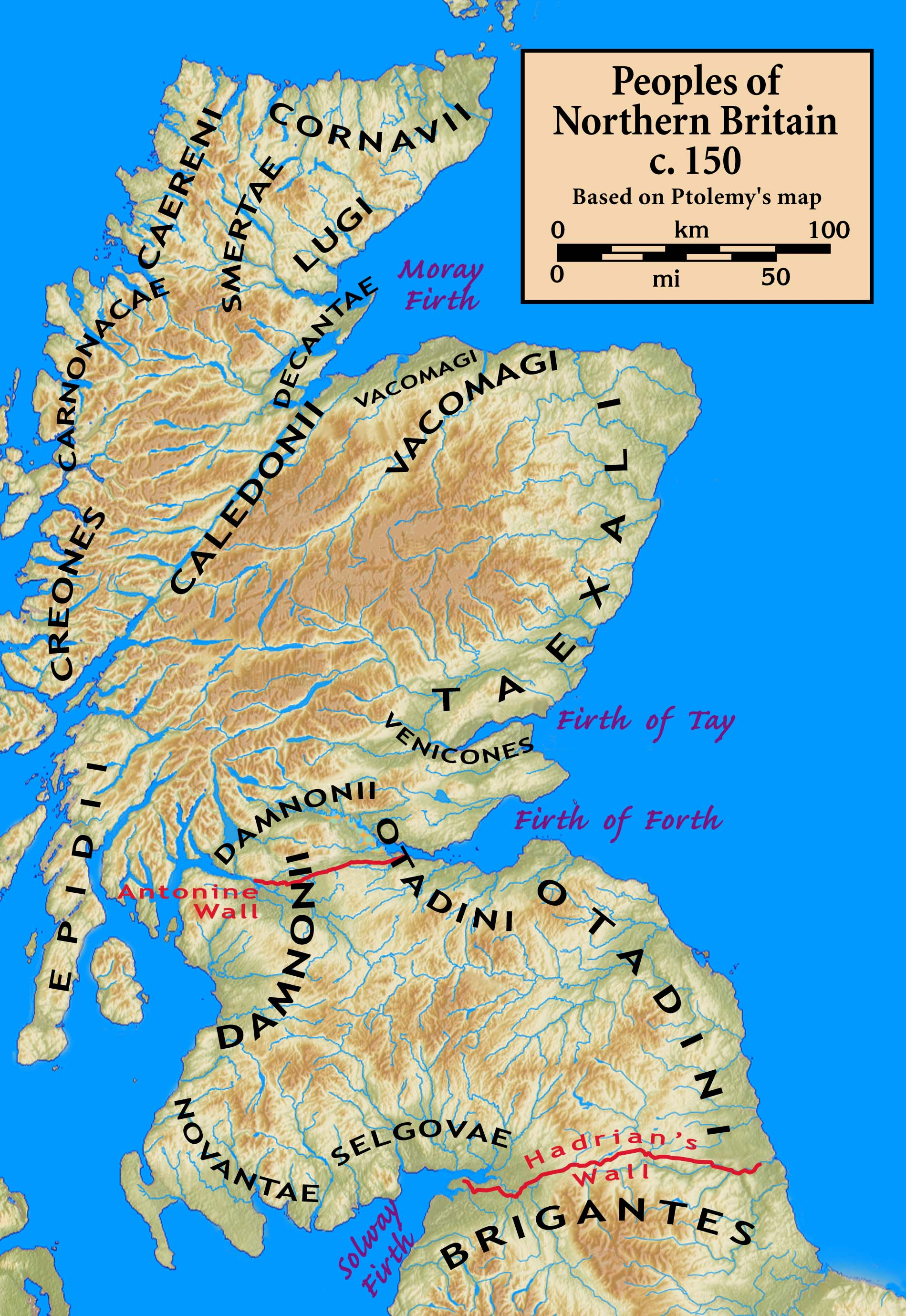
Mapa de ubicación del pueblo Epidii.

Epidii (Griego Επίδιοι) eran un grupo tribal de la antigua Britania, conocidos por una única mención del geógrafo Claudio Ptolomeo. De su descripción en relación con tribus y emplazamientos vecinos,  habitaron las zonas que conocemos hoy como Argyll y Kintyre, en Escocia, así como las islas de Islay y Jura en las Hébridas interiores, pero se desconoce el nombre de aldeas o ciudades principales aunque el Anónimo de Rávena es más explícito y los localiza en Rauatonium, en el Southend de Kintyre. 
Estudios recientes los identifican como una tribu celta que hablaban una de las lenguas goidélicas insulares. El área que presuntamente controlaban se convirtió más tarde en el epicentro del reino de Dál Riata. 

## Etimología
La raíz epos del nombre procede tanto de las Lenguas britónicas como del gaélico, que significa caballo. Aunque probablemente su origen tenga relación con la diosa Epona.